# Никобарски гълъб
Никобарският гълъб (Caloenas nicobarica) е вид птица от семейство Гълъбови (Columbidae) и единствен жив представител на род Caloenas. Някои учени смятат, че тази птица е роднина на изчезналата птица додо.

## Разпространение
Както подсказва името му, този вид обитава Никобарските острови, както и съседните Андамански острови, разположени като дъга от югозападните брегове на Мианмар до северния край на остров Суматра. Видът обаче не е ендемит за този архипелаг и се среща на множество малки острови край западното крайбрежие на Суматра, на част от Филипините, Нова Гвинея, Соломоновите острови и Палау. Никобарските гълъби обитават предимно малки острови, където липсват хищници и отдалечени региони, далеч от населените места.

## Описание
Дължината на възрастните птици е около 40 cm. Никобарските гълъби се отличават с ярката цветова гама, в която са обагрени перата. Наричан е още гривест гълъб, заради синьо-сивите пера около главата, които образуват нещо като лъвска грива. Кожата на главата има същия цвят. Оперението на крилата е в синьо, светлозелено, зелено. Част от перата имат цвета на есенни листа. Опашката е предимно бяла.

## Хранене и размножаване
Птицата се храни предимно със семена и плодове. Тези гълъби често прелитат между съседни острови и това спомага за разпространението на някои видове плодни дървета.
За разлика от повечето видове гълъби, никобарските често прелитат на ята. Някои биолози считат, че белият цвят на опашката помага на гълъбите да се ориентират при полет в ято над моретата при разсъмване или привечер, когато светлината е по-оскъдна. Тази хипотеза обаче не е напълно потвърдена. Птиците често гнездят на колонии, като всяка двойка прави свое гнездо, в което отглежда 1, по-рядко 2 малки.

## Застрашен вид
Тъй като видът обитава само ненаселени или слабо населени острови, човешката дейност има пагубен ефект върху никобарските гълъби. Въпреки че обитават широк ареал, популациите им не са особено големи, а местата, които обитават (с изключение на Нова Гвинея) са предимно малки острови, които по принцип са много уязвими екосистеми. Обезлесяването, все по-честите горски пожари, предизвикани умишлено с цел разчистване на земя за земеделски цели, замърсяването на околната среда и дори масовият туризъм принуждават птиците да напускат своите местообитания и да търсят други. В новите места положението рядко е по-добро. Освен това заради прекрасното си оперение, тези птици често стават жертви на търговията с пера за модната индустрия. Видът е вписан като „почти застрашен“ в Световната червена книга на застрашените видове.